# Ernesto Calabuig

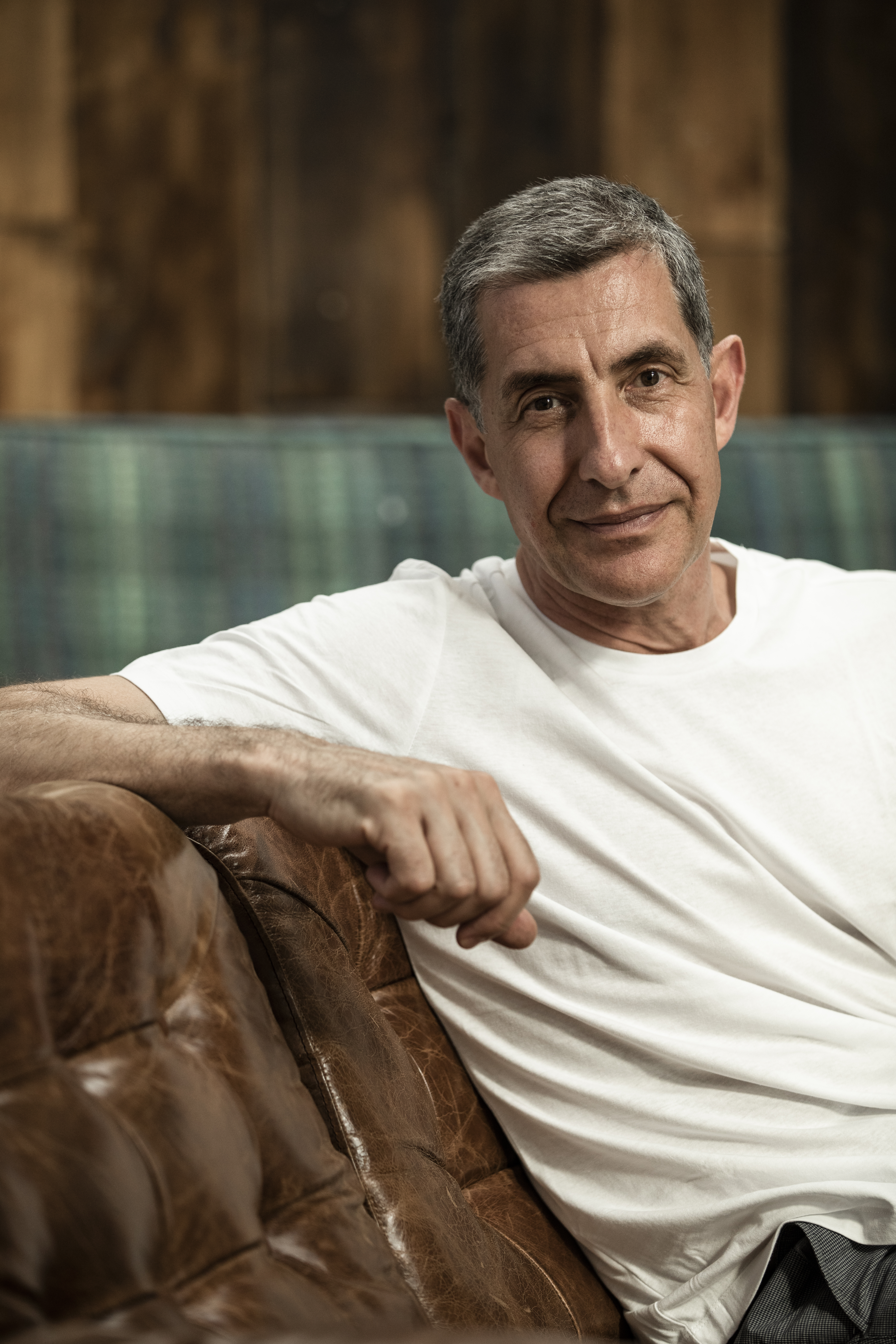
(Fotógrafa: Bárbara Sánchez Palomero).

Ernesto Calabuig (Madrid, 1966) es un escritor, crítico literario y traductor español.
Licenciado en Filosofía por la Universidad Autónoma de Madrid. Escritor de relato y novela. Su tarea como crítico literario se ha desarrollado en publicaciones especializadas como El Cultural de El Mundo y de El Español, suplemento La Lectura de El Mundo, las revista Mercurio, Zenda, Turia, Quimera, Nueva Revista, Revista de Occidente, o la revista musical Scherzo.
Trabaja como profesor de Filosofía en un colegio madrileño
Es editor, codirector y coautor de la colección de ensayo Clepsidra, editorial Tres Hermanas

## Narrativa
2008: Colección de relatos Un mortal sin pirueta (Menoscuarto ediciones)
2010: Novela Expuestos (Menoscuarto ediciones)
2014: Colección de relatos Caminos anfibios (Menoscuarto ediciones. Resultó finalista en 2013 del III Premio de Narrativa breve Ribera del Duero)
2020: Colección de relatos La playa y el tiempo (Tres Hermanas Libros)
2021: Colección de relatos Frágiles humanos (Tres Hermanas Libros)
2023: Colección de relatos Todo tan fugaz (Tres Hermanas Libros)
2024: Ensayo filosófico Siluetas pensantes (Tres Hermanas Libros)

## Ensayos
Editor, codirector y coautor de Un ángulo me basta. Visiones pedagógicas (Colección Clepsidra. Tres Hermanas Libros, 2021)

## Otras publicaciones
2004: Epílogo a la antología poética Protocolos 1973-2003, de Álvaro Pombo (Editorial Lumen)
2008: Coautor del volumen coordinado por Domingo Ródenas 100 escritores del siglo XX (Ed. Ariel) con artículos sobre Alfred Döblin, Max Frisch e Ingeborg Bachmann.
2010: Relato Una nueva manera de mirar en el libro/antología "Siglo XXI. Los nuevos nombres del cuento español actual", selección de Gemma Pellicer y Fernando Valls (Menoscuarto ediciones
2010: Relato Malsueño en la antología "Velas al viento" (Cuadernos del Vigía)
2014: Prólogo a Álvaro Pombo. Génesis de un narrador, de Esteban Martín Pérez (Biblioteca nueva)
2014: Relato navideño berlinés Después de los niños en la antología "La navidad es puro cuento", coordinado por José Ignacio García
2015: Relato navideño El señor Takanawa abrió una botella de agua con gas en “La navidad en su tinta”, coordinado por José Ignacio García.
2015: Relato Una navidad tendrás cincuenta para el especial de Nochebuena de El Asombrario digital de eldiario.es
2017: Relato Mommsen en La trama oculta, blog de escritura creativa de Javier Morales Ortiz
2020: Relato Arnau en El Asombrario, Área de Descanso. Julio 2020.
2020: Relato Saint Tropez en Revista Club Renfe, octubre 2020.
2021: Prólogo a Los últimos deseos, de Andrés Ortiz Tafur. Silex ediciones
2022: Participación con un relato breve (Tiempo sagrado) en Minicuentos y fulgores. Homenaje a Luis Mateo Díez y José María Merino. Edición de Natalia Álvarez y Ángeles Encinar. Eolas ediciones.
2023: Prólogo a Ecos de Crimea y del Cáucaso, Lev. N Tolstoi. Ediciones Akal.
2023: Prólogo a Todo cambia en un instante. Beni Domínguez. Loto azul editorial.

Traducciones del alemán:
2011: Traducción de la colección de relatos La noche, las luces (Die Nacht, die Lichter), de Clemens Meyer (Menoscuarto ediciones)
2015: Traducción de la novela gráfica Arenas movedizas (Treibsand), de Max Mönch y Alexander Lahl (Editorial Impedimenta)
2015: Traducción del prólogo al clásico de la literatura infantil Pedro Melenas (Struwwelpeter), de Heinrich Hoffmann
2016: Traducción de la novela Lección de alemán (Deutschstunde), de Siegfried Lenz  (Editorial Impedimenta, 2016)
2020: Traducciones de reseñas de ópera alemana para la revista musical "Scherzo"
2021: Traducción de Discurso sobre la vejez, de Jacob Grimm en la obra conjunta Sobre la vejez(Cicerón) y Discurso sobre la vejez (Jacob Grimm). Colección Clepsidra, Tres Hermanas Libros